# Marilia flinti
Marilia flinti là một loài Trichoptera trong họ Odontoceridae. Chúng phân bố ở miền Tân bắc.